# 臺北南機場
臺北南機場，或稱萬華南機場，為臺灣臺北市曾經存在的軍用機場，源於日治時期1909年日軍設於臺北廳古亭村庄的陸軍練兵場，為士兵操練與學習馬術的場所，1922年設立之臺北州臺北市馬場町即以此為名；後營區暫供飛機起降使用，成為臺北市早期的軍用飛行場地。1930年代新建了軍客兩用的臺北北飛行場（今松山機場），練兵場擴建後便改稱「臺北南飛行場」。戰後原為中華民國陸軍軍舍及農場所在，中華民國空軍於1953年以飛行訓練為由取得使用權，拆除農田建物後卻改為國軍「台北高爾夫俱樂部」，現為萬華區青年公園。今日南機場國宅、南機場夜市的名稱即是源自於台北南飛行場。
1949年中華民國政府遷臺後，中華民國國防部於南機場附近興建了大量眷村如空南一村、空南二村，故中華路二段至萬大路間以外省人居多、閩南人為次。其後南機場至青年公園之間又新建了大量的國民住宅，也發展出特有的國宅文化。雖然如今機場已不復存在，但當地仍以南機場夜市聞名。

## 周邊設施
- 南機場夜市
- 青年公園
  - 萬華親子館
  - 青年公園太陽能展示館
  - 台北市立圖書館青年公園太陽能智慧分館
- 馬場町紀念公園
- 水源快速道路
- 臺北市政府警察局泉州街派出所
- 臺北市立忠義國民小學
- 臺北市立新和國民小學
- 臺北市立古亭國民中學
- 台北韓國學校

## 公共運輸

### 捷運系統
- 萬大樹林線：廈安站（興建中）

### 公共自行車
- 台北市公共自行車租賃系統:國興路口站`青年公園3號出口站`復華花園新城站
- 河濱腳踏車租賃:馬場町站

### 快速道路
- 水源快速道路

### 市區公車
- 南機場公寓:

12
20
204
205
212
212直
212夜
223
249
250
253
670
671
673
中山幹線
藍29
- 中華南海路口:

12
20
204
205
212
212直
212夜
223
249
250
253
670
671
673
中山幹線
藍29
- 國盛國宅:

204
671
253
630
- 國興路口:

12
20
205
212
223
249
250
670
673
中山幹線
藍29
- 國興路口一:

12
20
212
223
中山幹線
棕22
藍29
- 青年公園(國興):

12
205
212
223
中山幹線
藍29
棕22
- 國興社區:

藍29
- 古亭國中:

20
249
250
670
673
中山幹線
棕22
藍29
- 萬華醫院:

20
中山幹線
藍29
- 青年公園(青年):

12
205
212夜
212直
223
630
中山幹線
棕22
藍29
- 青年新城:

12
205
212夜
212直
223
630
中山幹線
棕22
藍29
- 中正新城:

12
205
212夜
212直
223
630
中山幹線
棕22
藍29
- 廈安里:

12
20
205
212
212夜
212直
223
249
250
253
307西藏路
604
670
671
673
中山幹線
- 西藏路:

204
212夜
212直
307西藏路
604
藍29
- 大埔街:

12
20
202
205
212
212直
212夜
223
246
249
250
253
260
307西藏路
307
604
670
671
673
中山幹線